# Heimatschutzbrigade
Heimatschutzbrigaden (HSchBrig) waren Brigaden des Heeres der Bundeswehr.

## Geschichte

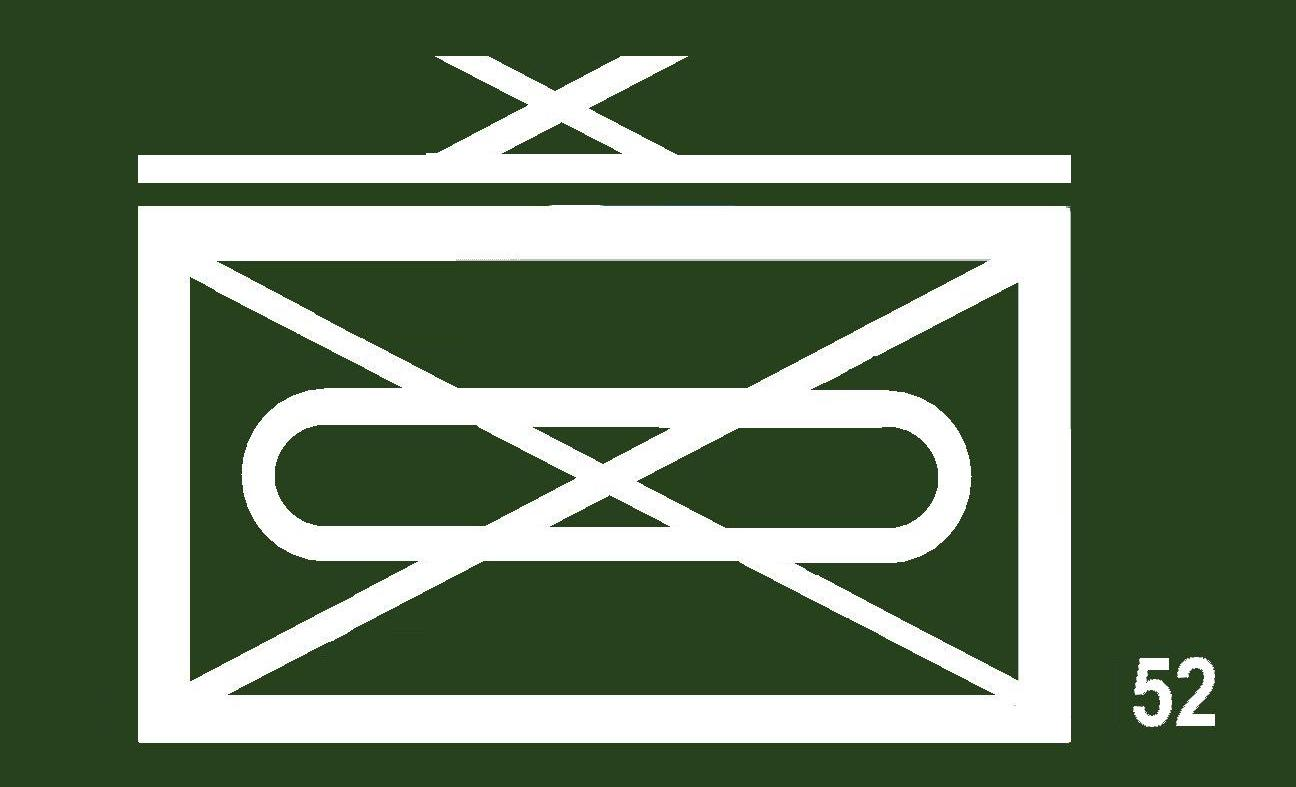
Taktisches Zeichen der Heimatschutzbrigade 52

### Erste Aufstellungswelle
Zur Einnahme der Heeresstruktur IV wurden im Territorialheer zwölf Heimatschutzbrigaden aufgestellt.
Zur Aufstellung der sechs teilaktiven Heimatschutzbrigaden der „5er Reihe“ (zur Bezeichnungssystematik siehe unten) wurde auf die zeitgleich außer Dienst gestellten Heimatschutzkommandos zurückgegriffen. Jede der sechs teilaktiven Heimatschutzbrigaden umfasste etwa 2500 aktive Soldaten. Im Spannungs- oder Verteidigungsfall konnte die Brigade durch Reservisten auf volle Sollstärke von rund 4500 Soldaten aufwachsen. Rund die Hälfte der unterstellten Bataillone und Kompanien waren dazu als nicht aktive Geräteeinheiten ausgeplant, deren Wehrmaterial im Frieden in Depots lagerte und erst im Verteidigungsfall mobil gemacht worden wäre. Die sechs nicht aktiven Heimatschutzbrigaden der „6er Reihe“ bestanden dagegen nur aus wenigen aktiven Soldaten. Sie waren fast vollständig als Geräteeinheiten konzipiert. Nach der Mobilmachung sollte die Sollstärke der „6er Heimatschutzbrigaden“ „nur“ rund 2800 Soldaten betragen, was deutlich hinter der Personalstärke der Brigaden des Feldheeres zurückblieb.
Die meisten Heimatschutzbrigaden verfügten meist „nur“ über veraltete M 48 in den beiden Panzerbataillonen und schweren Kompanien der Jägerbataillone. Nur einigen Brigaden liefen später Kampfpanzer Leopard 1 zu. Häufig war auch nur eines der beiden Jägerbataillone der teilaktiven Brigaden mit MTW M113 beweglich gemacht. Die anderen Jägerbataillone mussten häufig auf einberufene Lastkraftwagen zurückgreifen. Das Feldartilleriebataillon einer Heimatschutzbrigade erhielt meist gezogene Feldhaubitzen FH 105mm (L). Aufgrund ihrer Größe und Ausstattung ähnelten die Heimatschutzbrigaden des Territorialheeres Jäger- oder „leichten“ Panzergrenadierbrigaden des Feldheeres.
Aufgabe der Heimatschutzbrigade als Teil des Territorialheeres war die Territoriale Verteidigung in ihrem Wehrbereich. Die Heimatschutzbrigaden des Territorialheeres waren nicht der NATO assigniert, sondern unterstanden den Befehlshabern der Wehrbereichskommandos. Sie waren in den Wehrbereichen die kampfkräftigsten und beweglichsten Truppenteile der ansonsten im Wesentlichen infanteristisch geprägten Heimatschutztruppe. Von den Befehlshabern wurden sie daher als Reserve oder zur Schwerpunktbildung eingeplant. Im rückwärtigen Heeresgebiet sollten die Heimatschutzbrigaden wichtige Infrastruktur wie Marschrouten, Verkehrsknotenpunkte, Gefechtsstände oder Fernmeldeeinrichtungen verteidigen. Im rückwärtigen Raum musste mit Luftlandetruppen, eingesickerten oder durchgebrochenen Truppen des Warschauer Paktes oder verdeckt operierenden Kräften gerechnet werden. Bei Bedarf wären die Heimatschutzbrigaden wohl auch bedingt in der Lage gewesen das Feldheer zeitlich und örtlich begrenzt zu verstärken.

### Wechsel von zwei Brigaden ins Feldheer
Schon bald nach Einnahme der Heeresstruktur IV wurde klar, dass die nördlichen und südlichen Flanken der NATO-Verteidigungslinie in Westdeutschland besonders bedroht waren. Ursprünglich dem Territorialheer zugeordnete Verbände sollten an diesen beiden Flanken dauerhaft die Divisionen des Feldheeres verstärken und der NATO assigniert werden. Im Norden wechselte die teilaktive Heimatschutzbrigade 51 ins Feldheer zur 6. Panzergrenadierdivision. Im Süden kam die teilaktive Heimatschutzbrigade 56 unter das Kommando der 1. Gebirgsdivision.
Die Heimatschutzbrigaden behielten ihre Bezeichnung bei und waren auch nach Wechsel ins Feldheer teilaktive Verbände. Die Panzerbataillone  der beiden Brigaden erhielten Kampfpanzer Leopard 1, die schweren Kompanien der Infanteriebataillone Panzerabwehrlenkwaffen oder Kpz.
Die Heimatschutzbrigade 56 verfügte neben den Leopard 1 zusätzlich über relativ moderne Jagdpanzer Jaguar 2, Schützenpanzer Marder und Panzerhaubitzen M109G, und führte um 1989 zwei Panzergrenadierbataillone, zwei Panzerbataillone sowie ein Panzerartilleriebataillon, und war damit wie eine Panzerbrigade des Feldheeres gegliedert.
Zur Heimatschutzbrigade 51 gehörten 1988 in Flensburg Jägerbtl 511 (mot. mit Unimog, schw. PzAbwZg mit 7 Leopard 1), PzBtl 513 +2./514, JgBtl 512 (M 113) und Rest PzBtl 514 (gekadert) in Putlos sowie FArtBtl 515 (Haubitze 105 mm) in Kellinghusen.

### Umgliederung der Heimatschutzbrigade 55
Die Heimatschutzbrigade 55 wurde früher als alle anderen Heimatschutzbrigaden bereits am 30. September 1989 außer Dienst gestellt. Teile der Brigade dienten 1989 zur Aufstellung der Deutsch-Französischen Brigade.

### Zweite Aufstellungswelle
Nach der Wiedervereinigung bereitete das Bundeswehrkommando Ost die Aufstellung der aus Westdeutschland bekannten militärische Strukturen vor. Vor dem endgültigen Abzug der Gruppe der Sowjetischen Streitkräfte in Deutschland (GSSD) aus den ostdeutschen Garnisonen konnte gemäß Zwei-plus-Vier-Vertrag nicht mit der Eingliederung der ostdeutschen Verbände in die NATO-Kommandostruktur und das Feldheer begonnen werden. Daher wurden die sechs neu aufgestellten Brigaden im Beitrittsgebiet zur Bundesrepublik Deutschland nach 1990 zunächst als Heimatschutzbrigaden ausgeplant und formal dem Territorialheer unterstellt. Im Wesentlichen dienten die neu aufgestellten Heimatschutzbrigaden aber nicht der territorialen Verteidigung in ihrem Wehrbereich, sondern waren bereits als spätere Panzerbrigaden bzw. Panzergrenadierbrigaden konzipiert.

### Auflösung
Nach Ende des Kalten Krieges wurden die elf verbliebenen Heimatschutzbrigaden der ersten Aufstellungswelle zur Einnahme der Heeresstruktur V/N bis 1993 außer Dienst gestellt. Einige der Heimatschutzbrigaden wurden zur Aufstellung von Jägerregimentern herangezogen.
Nach Zulauf neuen Materials, abgeschlossener Ausbildung und Abzug der Gruppe der Sowjetischen Streitkräfte in Deutschland wurden die ostdeutschen Heimatschutzbrigaden zum 1. Januar 1995 der NATO-assigniert und der 13. oder 14. Division des Feldheeres unterstellt. Nach dem Wechsel erhielten die Heimatschutzbrigaden die im Feldheer üblichen Bezeichnungen Panzerbrigade oder Panzergrenadierbrigade.

### Aktuelle Situation
Seit 2012 gibt es wieder einen Heimatschutz in der Bundeswehr. Der Auftrag wird von der 2025 aufgestellten Heimatschutzdivision erbracht.

## Organisation
Aufgestellt wurden zur Einnahme der Heeresstruktur IV folgende teilaktive Heimatschutzbrigaden:
- Heimatschutzbrigade 51, letzter Sitz des Stabes Eutin, zuletzt 6. Panzergrenadierdivision
- Heimatschutzbrigade 52, Lingen, Wehrbereichskommando II
- Heimatschutzbrigade 53, Düren, Wehrbereichskommando III
- Heimatschutzbrigade 54, Zweibrücken, Wehrbereichskommando IV
- Heimatschutzbrigade 55, Böblingen, Wehrbereichskommando V
- Heimatschutzbrigade 56, Oberhausen, zuletzt 1. Gebirgsdivision

Aufgestellt wurden zur Einnahme der Heeresstruktur IV folgende nicht aktive Heimatschutzbrigaden:
- Heimatschutzbrigade 61, letzter Sitz des Stabes Idstedt, zuletzt Verfügungstruppenkommando 41 beim Territorialkommando Schleswig-Holstein
- Heimatschutzbrigade 62, Damme, Wehrbereichskommando II
- Heimatschutzbrigade 63, Menden, Wehrbereichskommando III
- Heimatschutzbrigade 64, Gau-Algesheim,  Wehrbereichskommando IV
- Heimatschutzbrigade 65, Renningen,  Wehrbereichskommando V
- Heimatschutzbrigade 66, Garching, Wehrbereichskommando VI

Zur Einnahme der Heeresstruktur V/VN wurden folgende Heimatschutzbrigaden aufgestellt:
- Heimatschutzbrigade 37, Dresden, Wehrbereichskommando VII
- Heimatschutzbrigade 38, Weißenfels, Wehrbereichskommando VII
- Heimatschutzbrigade 39, Erfurt, Wehrbereichskommando VII
- Heimatschutzbrigade 40, Hagenow, Wehrbereichskommando VIII
- Heimatschutzbrigade 41, Eggesin, Wehrbereichskommando VIII
- Heimatschutzbrigade 42, Potsdam, Wehrbereichskommando VIII

## Bezeichnungssystematik
Die Nummerierung der Heimatschutzbrigaden folgte einer stringenten Logik:
- Die „5er Brigaden“ 51–56 waren im Frieden präsente (aktive) Heimatschutzbrigaden. Die Brigaden der „6er Reihe“ mit den Ziffern 61–66 waren nicht aktive Geräteeinheiten. Die Endnummern 1–6 zeigten an, in welchem Wehrbereich die Brigade stationiert war.
- Die Brigaden 37–42 setzten die übliche Nummerierung der Brigaden im Feldheer fort. Die Brigaden, die für die spätere 13. Panzergrenadierdivision vorgesehenen waren erhielten Nummern 37, 38, 39. Die für die spätere 14. Panzergrenadierdivision eingeplanten Heimatschutzbrigaden erhielten die Nummern 40, 41 und 42.